# Gery Scott
Gery Scott, geboren als Diana Geraldine Whitburn (Bombay, 5 oktober 1923 - Canberra, 14 december 2005) was een Britse zangeres van de swing, van het Great American Songbook en andere standards van de amusementsmuziek en cabaret.

## Carrière
Ze koos haar artiestennaam uit haar tweede voornaam en ter herinnering aan haar Schotse voorvaderen. Verdere namen waaronder ze optrad waren Diana Fischer, Diana Diamond en Diana Whitburn. Ze werd geboren in India als dochter van Britse ouders en nam al in 1952 Stormy Weather op voor het Indische Columbia Records met de band van Teddy Weatherford. Daarna ging ze naar Londen, waar ze met verschillende BBC-bands en dansorkesten zong, zoals het orkest van Vic Lewis. Tijdens de Tweede Wereldoorlog verzorgde ze het amusement bij de troepen in India en Burma met het Amerikaanse Rode Kruis.
Tijdens de jaren 1950 toerde ze door Europa met Woody Herman, Bud Shank, Chet Baker en Gerry Mulligan. Ze woonde zo nu en dan in Wiesbaden met haar Duitse echtgenoot en pianobegeleider Igo Fischer en toerde van daaruit door heel Europa. Daaruit ontstond een platencontract met het Tsjechische Supraphon. Ze maakte aan het begin van de jaren 1960 opnamen met de orkesten van Gustav Brom, Karel Vlach en Dalibor Brazda. In het midden van de jaren 1950 had ze in Tsjechoslowakije een hit met When the Saints Go Marching In en in 1955 trad ze op tijdens een jazzfestival in de DDR, maar was daarna echter door tumulten tijdens het concert persona non grata. Ze was de eerste westerse jazzzangeres, die door de Sovjet-Unie toerde, waar ze veel platen verkocht. In 1961 zong ze in het operahuis van Kiev How High the Moon, terwijl Joeri Gagarin de eerste bemande ruimtevlucht voltooide. In 1962 kreeg ze dankzij George Martin een platencontract bij het Britse Parlophone. Daar had ze enkele hits, waaronder This is Life, The Dum de de Dum Song, Summer Love en Stay With Me.
In 1957 ging ze op tournee in Oost-Azië, eerst in Ceylon, dan Hongkong, Bangkok, Maleisië en Japan. Ze opende een boekingskantoor in Hongkong, dat daar amusementssterren als Shirley Bassey en Manfred Mann, jazzgrootheden als Louis Armstrong, Dave Brubeck en Thelonious Monk onder de vleugels had, maar ook Britse worstelaars, die bij de plaatselijke televisie populair waren. Het laatste werd echter na een ordeverstoring tijdens een optreden een fiasco, waardoor ze werd geruïneerd en in de cel belandde. Ze had ook een platenlabel (Orbit Records) in Hongkong en was leidster van de amusementsmuziek in het Hilton Hotel in het Verre Oosten. Van 1966 tot 1970 zong ze in nachtclubs in Bangkok, toentertijd op het hoogtepunt van de Vietnamoorlog permanent vol met Amerikaanse soldaten op vakantie, in Singapore en andere plaatsen in Zuidoost-Azië. In 1969 liet ze zich scheiden van Igo Fischer en trad ze op in Kuala Lumpur. Spoedig daarna ontmoette ze haar derde metgezel, de Australische  olie-zakenman Tony Diamond in Singapore, noemde zichzelf Diamond en liet tijdelijk optredens voorbijgaan, totdat ze weer na elf jaar uit elkaar gingen. Met hem woonde ze wereldwijd op verschillende plaatsen, waarheen de oliehandel van haar echtgenoot ze brachten, onder andere drie jaar naar de Iraanse Revolutie in 1979. In 1980 verhuisde ze naar Australië, waar ze in Canberra, Sydney en Melbourne optrad in nachtclubs en cabarets. Bovendien leerde ze daar jazzzang aan het Canberra Institute of the Arts sinds 1985, waar ze ook nog in 1998 een master in muziek haalde. Ook trad ze op bij de televisie. Als laatste trad ze in het openbaar op in 2003, bij de Sydney Cabaret Convention en in 2005 in het Hyatt Hotel in Canberra (in een rolstoel).

## Privéleven en overlijden
Gery Scott was twee keer getrouwd. Eerst met de R.A.F.-piloot Pat Lofting, de persoonlijke piloot van de nawab van Bhopal en neef van Hugh Lofting, de tweede keer vanaf 1961 met de Duitse pianist Igo Fischer. Het huwelijk werd voltrokken in de Britse ambassade in Moskou. Uit haar eerste huwelijk had ze een zoon.
Scott overleed in december 2005 op 82-jarige leeftijd.
- International Standard Name Identifier: 0000 0000 5682 5125
- MusicBrainz: 85164050-70fa-4f8b-a2a9-7a6e2552dcc3
- Nationale Bibliotheek van Tsjechië: ola2008419348
- Virtual International Authority File: 85051054